# Nitocrella ensifera
Nitocrella ensifera is een eenoogkreeftjessoort uit de familie van de Ameiridae. De wetenschappelijke naam van de soort is voor het eerst geldig gepubliceerd in 2007 door Cottarelli, Bruno & Berera.